# الشريق
تقع قرية الشريق على بعد 45 كلم جنوب مدينة الخرطوم. وهي تتبع ولاية الخرطوم - محلية شرق النيل.
وهي تقع على الضفاف الشرقية للنيل الأزرق. غالبية سكانها جعليين بالإضافة لرفاعة وقليل من القبائل الأخرى. يحترف غالبية السكان الزراعة وبعض الأعمال الأخرى. يربطها بشارع العقيد القذافي طريق مُعبِّد بطول عشرة كلم من العيلفون.
قرية الشريق تعتبر قرية نموذجية، إذ أن بها عدد من الجامعيين والمهندسين والأطباء وعدد كبير من المتخرجين ذوي التخصصات المختلفة

## التسمية
أطلق عليها اسم الشريق (الشيخ دفع الله الغرقان) نسبة لأنه كان يأتي من أبي حراز شرق مدني في زيارة للشيخ ودبدر ويقضي الليل فيها حتي تشرق الشمس لذا سماها بالشريق. تم تأسيس أول مشروع زراعي فيها وهو مشروع التعاون تم افتتاح أول مدرسة بالشريق في عام 1967م بها نادي بولاد الرياضي وسمي بها الاسم نسبة للشيخ محمد ودبولاد المتوفي ومدفون بالمنطقة.